# Tên người Campuchia
Tên người Campuchia hay Tên người Khmer gần như luôn bao gồm hai phần: tên họ và tên gọi. Tên họ trước, tên gọi sau, người Campuchia không mang tên đệm. Tuy nhiên, khi giao dịch với người nước ngoài, người Campuchia có thể đổi trật tự tên mình để cho tên họ đặt sau cùng.
Nói chung, tên gọi của phụ nữ Campuchia thường là đặt theo tên một thứ gì đó đẹp, trong khi tên gọi của nam giới thường mang nghĩa đạo đức, phẩm hạnh. Tên họ của người Campuchia được đặt theo họ hay thậm chí tên gọi của cha và nhìn chung là đơn âm. Những tên họ phổ biến ở Campuchia là Chey, Im, Kim, Lim, Mao, Ouch, Oum, Seng, Soeur, và Sun.
Người Campuchia thường gọi nhau bằng tên gọi không hoặc có kèm theo từ nhân xưng chỉ thứ bậc; ít khi gọi nhau bằng tên họ.
Các dân tộc ít người ở Campuchia có thể có truyền thống đặt tên khác với người Khmer.